# Michaeliskirche (Hamburg-Neugraben-Fischbek)

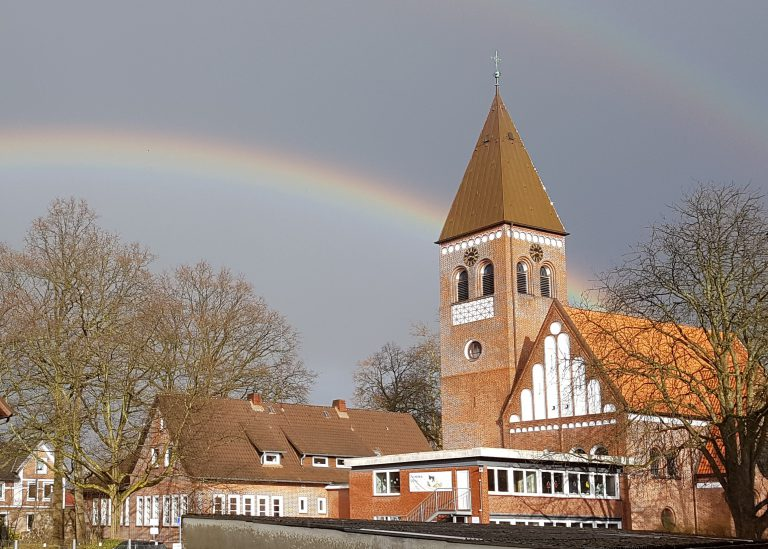
Ev.-Luth. Michaeliskirche Hamburg-Neugraben

Die Michaeliskirche im Hamburger Stadtteil Neugraben-Fischbek ist eine zwischen 1910 und 1911 erbaute evangelisch-lutherische Kirche. Ursprünglich als Evangelische Kirche Neugraben-Fischbeck für die damaligen Dörfer Alt- und Neuwiedenthal, Hausbruch, Neugraben und Fischbeck sowie Scheideholz am 29. Oktober 1911 eingeweiht, ist das Kirchengebäude seit 1958 offiziell als Michaeliskirche benannt.

## Lage
Die Michaeliskirche liegt an der Bundesstraße 73 in Neugraben-Fischbek, einem Stadtteil des Hamburger Bezirks Harburg. Ursprünglich war das Grundstück an der Reichsstraße von Buxtehude nach Harburg gelegen.

## Architektur und Innenraum

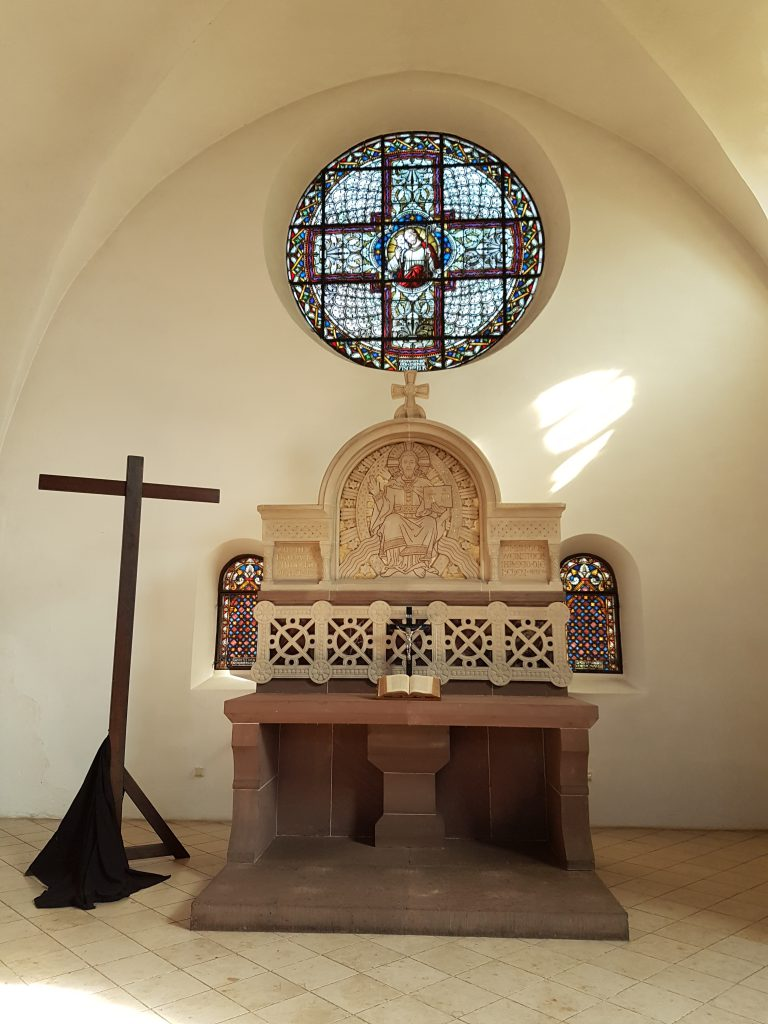
Altar der Michaeliskirche in Neugraben-Fischbek

Karl Mohrmann war der Architekt der Michaeliskirche. Das Gebäude ist als Denkmal geschützt. Auf dem Gelände befindet sich ebenfalls ein Kriegerdenkmal.

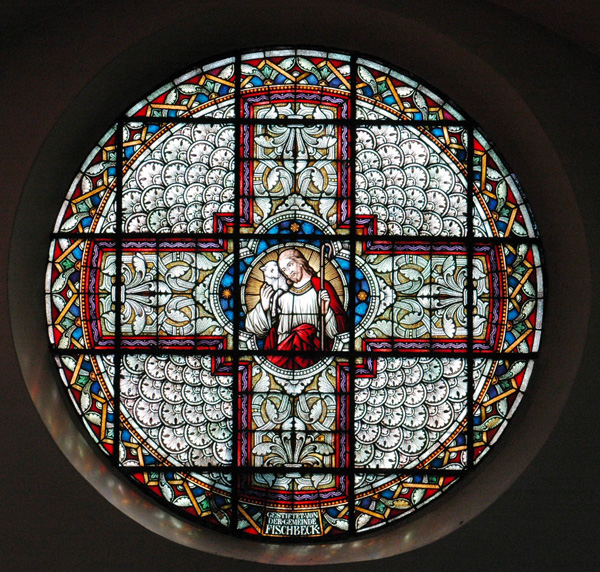
Rundfenster mit Jesus Christus als guter Hirte aus der Michaeliskirche in Hamburg-Neugraben

In der Kirche ist eine Orgel mit 16 Registern eingebaut, die aus dem Jahr 1961 stammt. Auf der Ostseite über dem Altar befindet sich ein Rundfenster mit einer Darstellung Christi als Guter Hirte. Der Altar selbst ist mit einer zentralen Christus-Darstellung des thronenden Christus mit Segensgeste und einem Buch in der Hand versehen. Links und rechts verweisen zwei Texttafeln auf die Ich-bin-Worte des Evangeliums nach Johannes vom Brot des Lebens (Joh 6,35 ) und dem Weinstock (Joh 15,5 ) und damit auch auf die Elemente im Abendmahl.

## Gemeinde
Die Michaeliskirche war zunächst Teil der ab 1903 bestehenden Kirchengemeinde Elstorf II der Hannoverschen Kirche. Ab 1924 gibt es in Neugraben eine eigene Kirchengemeinde mit der Michaeliskirche als Kirchraum. Mit der Gründung der Nordelbischen Evangelisch-Lutherischen Kirche 1977 wurde die Gemeinde mit dem Kirchenkreis Harburg aufgenommen. Seit 2012 ist die Kirchengemeinde Teil der Nordkirche.